# Ajdin Hrustic
Ajdin Hrustic (Melbourne, 5 de julio de 1996) es un futbolista australiano que juega en la demarcación de centrocampista para el Heracles Almelo de la Eredivisie.

## Selección nacional
Tras jugar en la selección de fútbol sub-23 de Australia, finalmente hizo su debut con la selección absoluta el 13 de junio de 2017 en un partido amistoso contra Brasil que finalizó con un resultado de 0-4 a favor del combinado brasileño tras el gol de Thiago Silva, Taison y un doblete de Diego Souza.

## Clubes
| Club                     | País         | Año       | Partidos | Goles |
| ------------------------ | ------------ | --------- | -------- | ----- |
| Jong F. C. Groningen     | Países Bajos | 2016-2017 | 26       | 4     |
| F. C. Groningen          | Países Bajos | 2017-2020 | 75       | 6     |
| Eintracht Fráncfort      | Alemania     | 2020-2022 | 40       | 3     |
| Hellas Verona F. C.      | Italia       | 2022-2024 | 6        | 0     |
| Heracles Almelo (cedido) | Países Bajos | 2024      | 14       | 1     |
| U. S. Salernitana 1919   | Italia       | 2024-2025 | 24       | 1     |
| Heracles Almelo          | Países Bajos | 2025-     |          |       |

## Palmarés

### Campeonatos internacionales
| Título                 | Club                | Sede    | Año  |
| ---------------------- | ------------------- | ------- | ---- |
| Liga Europa de la UEFA | Eintracht Fráncfort | Sevilla | 2022 |